# 广东殖盘吸虫
广东殖盘吸虫（学名：Cotylophoron kwantungensis）为同盘科殖盘属的动物。

## 分佈
本物種只見於中国大陆的广东地區，营寄生生活，终末宿主黄牛、水牛，寄生于其瘤胃。该物种的模式产地在广东。

## 外部連結
- 維基物種上的相關：广东殖盘吸虫